# روس ميلر
روس ميلر (بالإنجليزية: Ross Miller)‏ هو محامي في القانون وسياسي أمريكي، ولد في 26 مارس 1976 بلاس فيغاس في الولايات المتحدة. حزبياً، نشط في الحزب الديمقراطي.

## وصلات خارجية
- الموقع الرسمي